# 科索沃独立先例

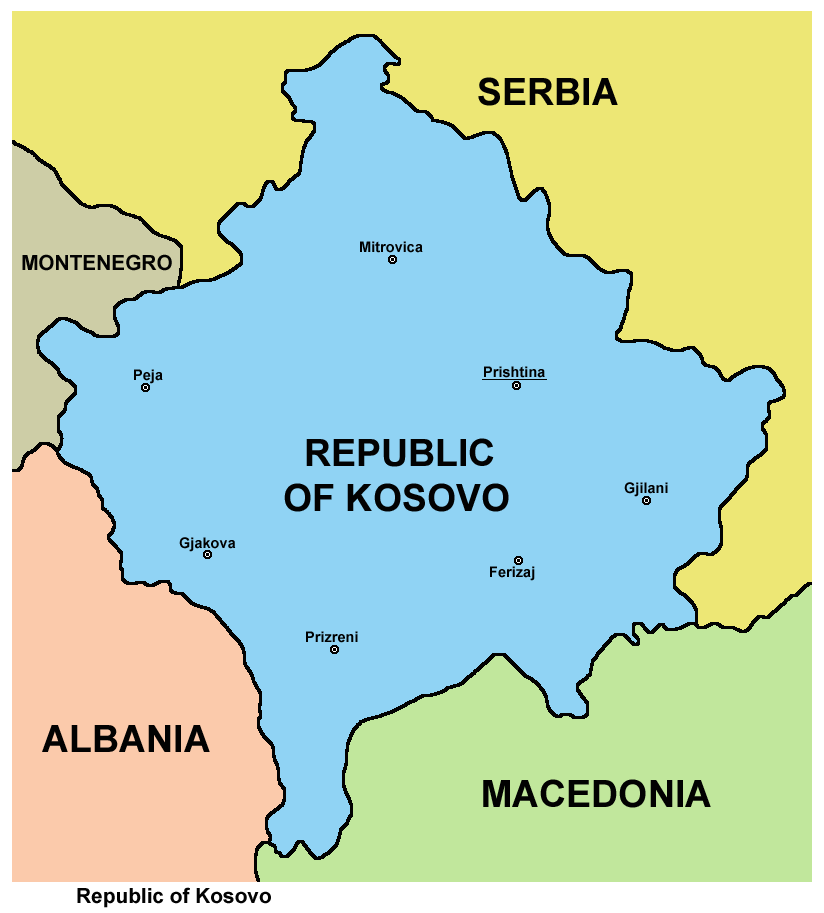
科索沃共和国地图

2008年2月17日，包括哈希姆·萨奇和法特米尔·塞伊迪乌在内的科索沃议会的大多数议员支持科索沃不再以科索沃临时自治机构的身份行事，宣布科索沃成为一个独立的主权国家。科索沃很快被美国、土耳其、阿尔巴尼亚、奥地利、德国、意大利、法国、英国、中华民国等国家承认为主权国家。此次事件引发了一场国际辩论，即科索沃单方面宣布独立是否在国际法中开创了一个可适用于其他分离主义运动的先例，或者它是否只是一个特例。 据许多消息来源称，联合国目前193个会员国中的97个已经承认科索沃的独立，这给其他分离主义运动带来了新的动力。
据估计，有70个未获承认的国家和组织利用科索沃獨立先例来实现其目标。 如阿布哈兹和南奥塞梯再次呼吁国际社会承认其主权。科索沃的独立也导致波斯尼亚和黑塞哥维那的紧张局势加剧，斯普斯卡共和国否决了对科索沃的承认，并威胁要脱离波黑独立。
在俄乌战争期间，此先例亦被引用。俄罗斯聯邦总统普京拒绝承认科索沃独立，但俄罗斯卻利用該先例实现事实上吞并乌克兰领土的目标。克里米亚共和国和塞瓦斯托波尔市援引科索沃獨立先例，于2014年3月11日单方面宣布脱离乌克兰独立；一周后，克里米亚半岛被俄罗斯联邦吞并。 2022年，普京政府再次以科索沃獨立先例为借口，承认乌克兰东部分离主义政权，並於當年九月末吞并烏東四州。 

## 论点

### 科索沃独立没有成为先例
一些领导人认为，科索沃的情况是非常獨特的，科索沃的獨立并没有成為一个先例。
美国国务院在2008年2月19日发表的一份声明中认为“每一个领土冲突都是独一无二的”。美國國務院稱科索沃的单方面独立不能被其他国家用作解决争端的依据。 当被问及在承认南奥塞梯时科索沃的独立问题时，国务卿康多莉扎·赖斯當场驳斥了这一说法，并说：“我们一直很清楚，科索沃是一個特例，这是因为南斯拉夫解体后的特殊情况造成的。米洛舍维奇部队对科索沃人，特别是阿尔巴尼亚裔科索沃人的侵略也是這種特殊情況。”赖斯还提到联合国对当时的南聯盟的制裁和科索沃特派团的存在是科索沃成为特殊情況的原因。 
联合国秘书长潘基文在接受国际文传电讯社采访时表示：“每一种情况都需要根据其独特的情况进行审查，”并表示：由于国际社会的干预，科索沃變成了一个 “非常独特的情况”。承认科索沃獨立与否由是联合国会员国的事，而不是由秘书处或秘书长决定。 

### 科索沃独立开创了有益的先例
一些人认为，科索沃为其他希望独立的地区开创了先例。
- 魁北克国民议会里支持魁北克独立的魁北克党党员丹尼尔·特普说：“承认科索沃独立为渥太华最终承认魁北克独立创造了条件。” [17]
- 托克斯·拉茲羅是羅馬尼亞的匈牙利人，是匈牙利欧洲议会议员，托克斯·拉茲羅表示科索沃是 “罗马尼亚特兰西瓦尼亚地区的典范”。 [18]
- 德涅斯特河沿岸是一个主要由俄罗斯和乌克兰人组成的分离主义政权，位于国际公认的摩尔多瓦东部地區，伊戈尔·斯米尔诺夫表示：“对我们来说，科索沃的先例是一个重要的因素……” [19]

### 科索沃独立开创了一个危险的先例
一些领导人表示，他们认为科索沃的独立将为其他分离主义运动创造一个危险的先例。
- 俄罗斯总统弗拉基米尔·普京称科索沃宣布独立是一个 “非常可怕的先例，将在未來反过来打西方國家的脸”。 [20]俄罗斯国防部长谢尔盖·鲍里索维奇·伊万诺夫和俄罗斯外交官康斯坦丁·科萨切夫表示，准许和承認科索沃独立将打开潘多拉魔盒。 [21]
- 阿根廷外交部长豪尔赫·泰亚纳表示：“承认科索沃的独立，将对阿根廷收回马尔维纳斯群岛主权的要求树立一个危险的先例。” [22]
- 斯里兰卡外交部表示：“科索沃可能会在国际关系的处理、主权国家的既定全球秩序方面开创一个无法控制的先例，进而可能对国际和平与安全构成严重威胁”。 [23]
- 捷克共和国总统瓦茨拉夫·克劳斯表示：“对我而言，科索沃是一個可怕的先例。我们在欧洲打开了一个潘多拉魔盒，並可能会對歐洲产生灾难性的后果”。 [24]
- 印度驻塞尔维亚大使阿杰·斯瓦鲁普表示：“科索沃会为全世界的类似事件树立一个非常危险的先例”。 [25]
- 马里总统阿马杜·图马尼·图雷称：“我们必须尊重国际准则，因为滥用国际准则和侵犯领土完整可能会威胁到一系列有类似问题的国家”。 [26]
- 斯洛伐克总理罗伯特·菲科称：科索沃将成为一个危险的先例，並可能為其他地区的分离主义分子效仿。 [27]
- 塔吉克斯坦外交部长阿索穆丁·赛多夫表示：“这一先例可能会导致其他民族也以此先例要求独立” [28]
- 越南驻联合国大使黎良明说：“通过创造一个危险的先例，（科索沃獨立）这一事态发展将对国际和平与稳定产生负面影响”。 [29]

为了尽量减少科索沃先例对解决其他冲突的严重影响，2007年7月在基辅举行的欧安组织会议发出警告，“某些冲突的解决不应作为解决其他冲突的模式”。 

### 俄罗斯联邦的立场
俄罗斯总统弗拉基米尔·普京在2008年表示：
“我们的立场非常明确，任何关于科索沃的决议都应得到双方的批准。同样明确的是，关于科索沃的任何决议都会在国际惯例中开创一个先例。”
分析人士认为这意味着俄罗斯联邦将站出来支持和承認前苏联事实上独立的分离主义政权。 
俄罗斯议会上院议长谢尔盖·米罗诺夫在2007年12月表示:“如果单方面承认科索沃的独立，俄罗斯将有权改变其对后苏联地区所谓未被承认的共和国如：南奥塞梯、阿布哈兹和德涅斯特河地区的态度。如果科索沃得到这样的承认，俄罗斯将能够说她承認後蘇聯國家分離主義政權，包括未被國際承认的阿布哈兹共和国、南奥塞梯共和国、阿尔察赫共和国和德涅斯特河沿岸共和国的行為是自由且合理的。” 
但在科索沃宣布独立后，俄罗斯官员似乎软化了他们的立场，鲍里斯·格雷兹洛夫只说莫斯科应该“重塑与分离主义共和国的关系”，根据新闻报道，这可能意味着取消对这些地区的经济禁运。
2008年3月13日，俄罗斯杜马独联体委员会在就未获承认的共和国举行听证会后，建议提升与阿布哈兹、德涅斯特河沿岸、阿尔察赫和南奥塞梯的关系，包括承认独立的可能性。报告的其他建议包括：
- 在各地区建立外交使团，由外交部决定是领事馆还是其他类型的使团。
- 取消俄罗斯股东在这些地区创建的企业的商品的进口税
- 增加对这些地区的俄罗斯护照持有者的人道主义和经济援助。

下议院前苏联事务委员会主席阿列克谢·奥斯特罗夫斯基在议会听证会上说：“国际社会应该明白，从现在开始，不能从科索沃问题的背景来看待前苏联地区冲突的解决。”  听证会前的一份新闻稿中也提到了分离主义共和国在国际组织和论坛中的参与。  《独立报》将该听证会描述为“承认後蘇聯分離主義政權程序的启动”。委员会的建议将在听证会后一周进行表决。俄罗斯外交部副部长格里戈里-卡拉辛说，该部将“仔细研究所有建议”，但俄罗斯的政策仍未改变。 
俄罗斯外交部长谢尔盖·拉夫罗夫在2008年表示：“科索沃客观上不仅为南奥塞梯和阿布哈兹创造了一个先例，而且也为全世界约200个国家创造了一个先例。如果有人被允许做某事，许多其他人也会期待类似的待遇”。 外交委员会主席米哈伊尔·马格洛夫说，科索沃独立开创的先例 “不仅会激励欧洲的分离主义分子，而且也会激励中东的分离主义分子”。 

## 所造成的影响

### 乌克兰冲突

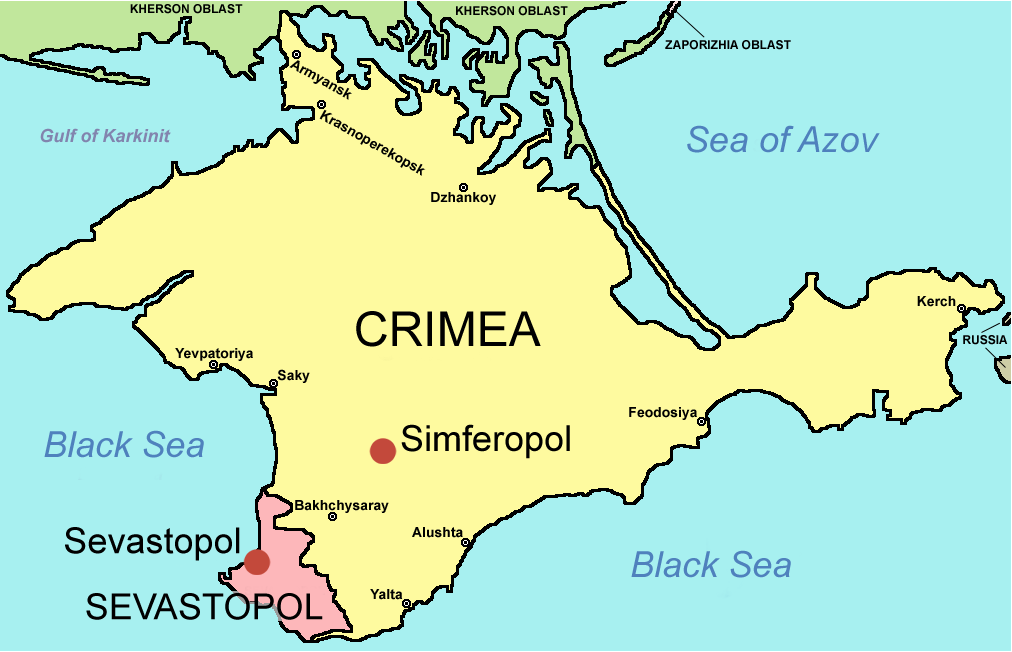
克里米亚地图，包括2014年3月11日克裡米亞独立宣言中包含的塞瓦斯托波尔地区。

2014年，俄罗斯承认克里米亚從烏克蘭独立，但依然不承认科索沃独立。 后来，在2022年2月，俄罗斯总统弗拉基米尔·普京引用了科索沃獨立先例作为俄罗斯承认顿涅茨克人民共和国和卢甘斯克人民共和国的理由。  
纽约圣约翰大学法学院法学教授兼兼国际法和比较法联合中心主任克里斯·博根反對克里姆林宫对科索沃的援引。他表示：之所以科索沃被國際社會管理十多年，是因為科索沃是血腥冲突和种族犯罪的发源地；相反，在2014年之前，克里米亚没有发生过此类事件。此外，科索沃仍然是獨立國家，而克里米亚卻被俄羅斯吞併，表明后者的真正动机是俄罗斯领土收复主义。  
2017年10月，捷克总统米洛什·泽曼称国际社会承认科索沃独立却抗议俄罗斯吞并克里米亚的行为是“双重标准”。 

### 格鲁吉亚、阿布哈兹和南奥塞梯

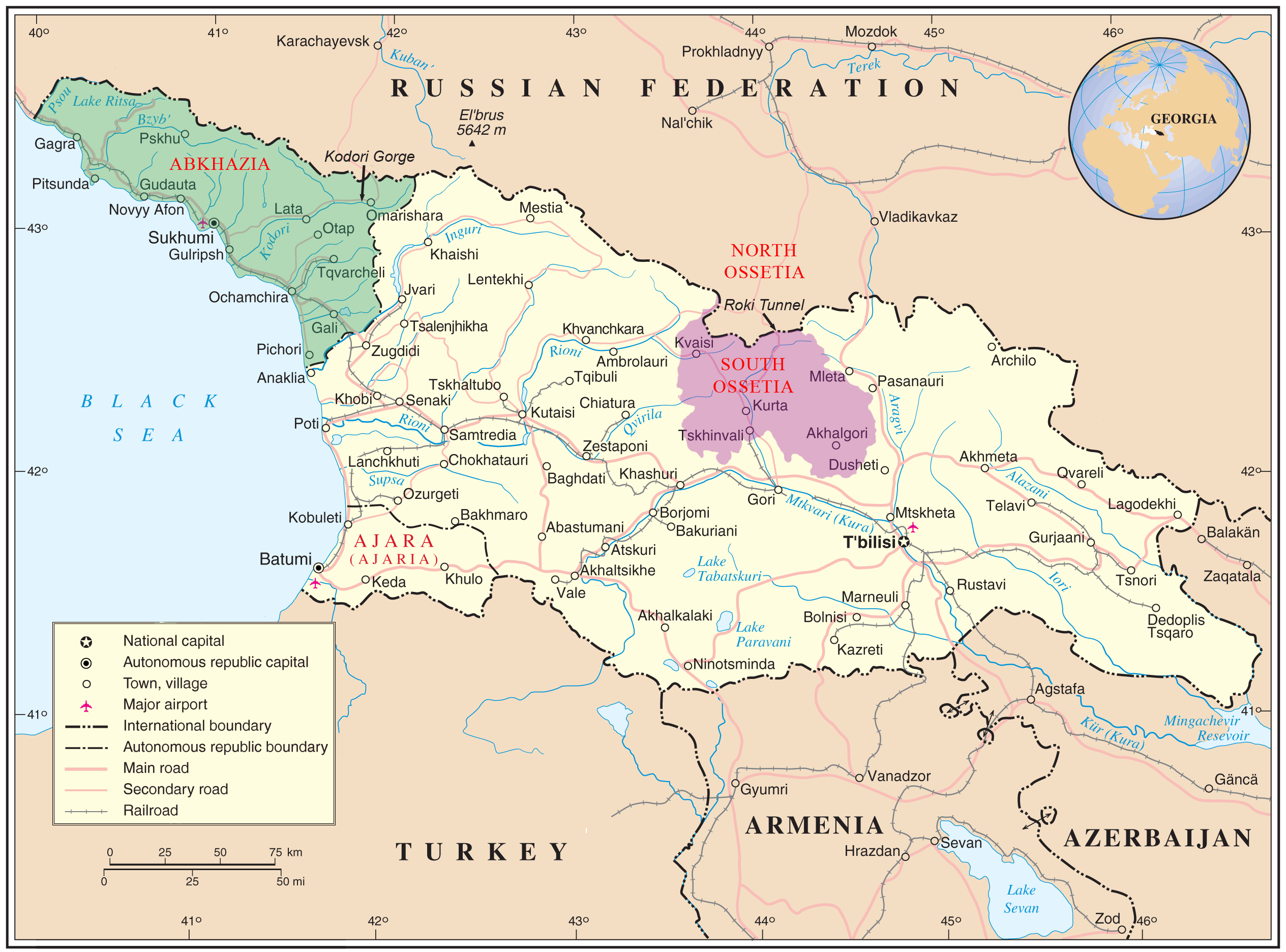
格鲁吉亚地图显示了阿布哈兹自治共和国（事实上独立）和阿扎尔自治共和国，以及南奥塞梯事实上独立的地区。

欧盟共同外交和安全政策高级代表哈维尔·索拉纳对科索沃的独立运动可能为格鲁吉亚的分离地区南奥塞梯和阿布哈兹开创先例表示担忧。  2008年3月6日，俄罗斯外交部宣布解除对阿布哈兹的制裁，并呼吁独联体其他成员国也解除制裁。俄罗斯否认该事件与科索沃有任何联系，但格鲁吉亚议长尼诺·布尔贾纳泽表示，她认为此举是俄罗斯对科索沃宣言的回应的一部分，预示着俄罗斯企图“吞并”阿布哈兹。  
南奥塞梯共和国总统爱德华·贾巴耶维奇·科科伊季在科索沃独立后立即发表讲话说：“一些国家将承认我们的共和国（南奥塞梯和阿布哈兹）。我不能排除其中一些国家可能在晚些时候这样做。然而，俄罗斯不一定会是第一个承认我们独立的聯合國會員國。” 南奥塞梯、阿布哈兹和德涅斯特河沿岸都以科索沃为先例，向俄罗斯以及其他国家和国际组织提交了承认其独立的正式请求。  
阿布哈兹的谢尔盖·巴加普什和南奥塞梯的爱德华·科科伊季在递交给联合国的一份声明中说：“如果科索沃从塞尔维亚独立得到承认，就会出现一个更有力的证据，即民族冲突可以根据尊重领土完整以外的原则来解决......阿布哈兹和南奥塞梯和科索沃一样有充分的理由要求独立。” 谢尔盖·巴加普什说："科索沃的命运已经注定，因此我们的命运也将在不久的将来被决定。" 
2009年10月，时任俄罗斯总统德米特里·梅德韦杰夫表示，将科索沃与南奥塞梯相提并论是不合适的。梅德韦杰夫说，就南奥塞梯而言，它是在抵抗他國侵略，并谴责科索沃單方面獨立和對科索沃單方面獨立的承认。 

### 亚美尼亚、阿塞拜疆、阿尔察赫
亚美尼亚副议长瓦汉·霍夫汉尼斯扬表示，科索沃的独立将影响阿尔察赫争端的解决。外交部长瓦尔丹·奥斯卡尼扬在2007年10月的联合国大会会议上宣布，亚美尼亚方面“不理解也不能接受科索沃获得独立而另一个国家不能获得自决的反向逻辑”。  在当选总统之前，亚美尼亚总理谢尔日·萨尔基相说，科索沃不是卡拉巴赫的先例。他强调，纳戈尔诺-卡拉巴赫在过去17年里一直是独立国家。 然而，亚美尼亚前总统罗伯特·科恰良说：“科索沃獨立先例对亚美尼亚来说十分重要。这对承认纳戈尔诺-卡拉巴赫共和国的独立将产生积极影响。” 
阿塞拜疆外交部发言人在谈到科索沃时稱：“我们认为这种非法行为违反了国际法。” 亚美尼亚军队在纳戈尔诺-卡拉巴赫与阿塞拜疆军队之间发生小规模冲突，造成4名阿塞拜疆士兵和12名亚美尼亚士兵死亡后，阿塞拜疆说这是由国际社会承认科索沃獨立引发的。美国国务院发言人汤姆·凯西反對这种比较，称“科索沃獨立不是先例，不应该被视为世界上任何其他地區的先例。这当然也不是纳戈尔诺-卡拉巴赫的先例。” 

### 摩尔多瓦和德涅斯特河沿岸

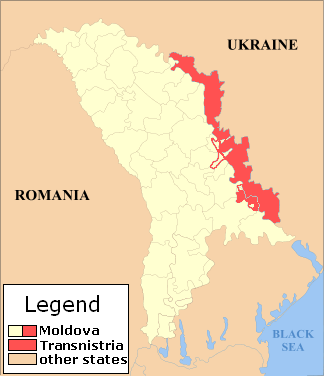
德涅斯特河沿岸地图

时任德涅斯特河沿岸总统伊戈尔·斯米尔诺夫表示，“俄罗斯领导人對阿布哈兹和南奥塞梯獨立的承認，强调了人民意愿的表达对解决此类问题的优先性”。
8月27日，即俄罗斯承认阿布哈兹和南奥赛梯的第二天，德米特里·梅德韦杰夫会见了摩尔多瓦总统弗拉基米尔·沃罗宁，俄罗斯领导人在会上明确表示，莫斯科准备尽最大努力在摩尔多瓦共和国主权框架内解决德涅斯特河沿岸冲突问题。在摩尔多瓦拒绝承认阿布哈兹和南奥塞梯的独立后，摩尔多瓦和德涅斯特河沿岸的关系恶化。基希讷乌断然拒绝了这一点，认为 "就像承认科索沃的情况一样，这样只会降低双方在寻求妥协中的友好程度"。 

### 塞族共和国

塞族共和國（黄色）在波斯尼亚和黑塞哥维那的位置。

根据布鲁塞尔的盖洛普巴尔干观察组织于2010年11月对波斯尼亚塞族人进行的一项民意调查显示，87%的人支持举行就塞族共和國从波斯尼亚和黑塞哥维那独立的公民投票。 
自科索沃宣布独立以来，塞爾維亞民族主義者一直呼吁多迪克履行他的競選承诺并舉行公投。此后，多迪克说他只有在塞族共和國的自治地位受到威胁时才会舉行公投。 尽管如此，波黑塞族共和国议会于2008年2月21日通过了一项决议，要求在联合国大多数成员国（193个成员国中的98个），特别是欧盟成员国承认科索沃的独立宣言的情况下举行斯普斯卡独立公投。 该决议通过后，美国削减了对独立社会民主人士联盟的资助，该决议也遭到欧盟的谴责。 监督波斯尼亚和黑塞哥维那的和平执行委员会表示，该国的实体无权脱离波黑。 国际社会驻波黑高级代表米罗斯拉夫·莱恰克表示，根据代顿和平协议，塞族共和国“绝对无权”脱离波黑。“如果和平与稳定受到威胁”,他将动用他的波恩权力。 
多迪克在接受采访时说，如果大多数国家承认科索沃单方面独立，这将使塞族共和国脫離波黑的权利合法化，并补充说 ：“我们看不到有任何理由不给予我们自决权，即国际公约中所设想的权利。” 

### 北塞浦路斯

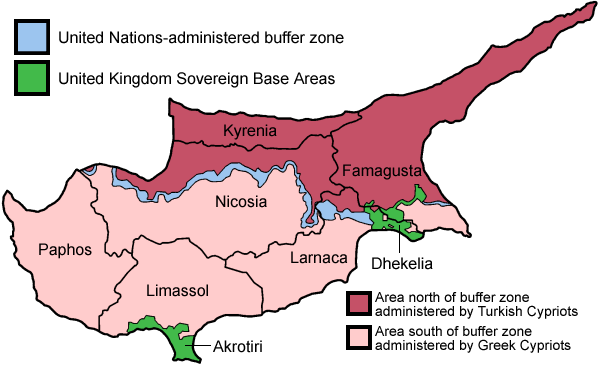
北部地区由土族塞人管理。

土族塞人高级官员厄兹迪尔·纳米告诉土耳其每日新闻：“当外交努力用尽时，其他替代方案就会摆在桌面上。我们在科索沃清楚地看到了这一点，在那里，外交手段被证明是徒劳的，其他方案也四处飘荡。这肯定会对塞浦路斯产生影响。” 科索沃的决议也可以适用于北塞浦路斯。 据纳米称：“所有人都认为2008年是解决塞浦路斯问题的最后机会之窗”，塞浦路斯被警告说，如果没有解决方案，“其他替代方案可能会被列入议程”。 北塞浦路斯领导人穆罕默德·阿里·塔拉特否认了这种联系，称：“我们不认为科索沃局势和塞浦路斯问题之间有直接联系。这些问题是通过不同的条件出现的。” 

### 以色列
2008年2月20日，在科索沃宣布独立的几天后，根据亚西尔·阿贝德·拉博斯的评论，以色列人普遍认为巴勒斯坦可能会效仿科索沃宣布独立。以色列批评那些已经承认巴勒斯坦但拒绝承认科索沃的国家，并表示在所有欧洲国家承认科索沃之前，以色列不会承认科索沃。 然而，在2020年9月，以色列承认科索沃为独立国家。

### 黑山
在黑山承认科索沃之后，黑山普列夫利亚市议会的多数議員投票，宣布脱离黑山。 

### 斯洛伐克
在斯洛伐克，科索沃独立先例被视为对其领土完整的潜在威胁，因为会与居住在该国南部的匈牙利族的关系恶化。 

## 北科索沃

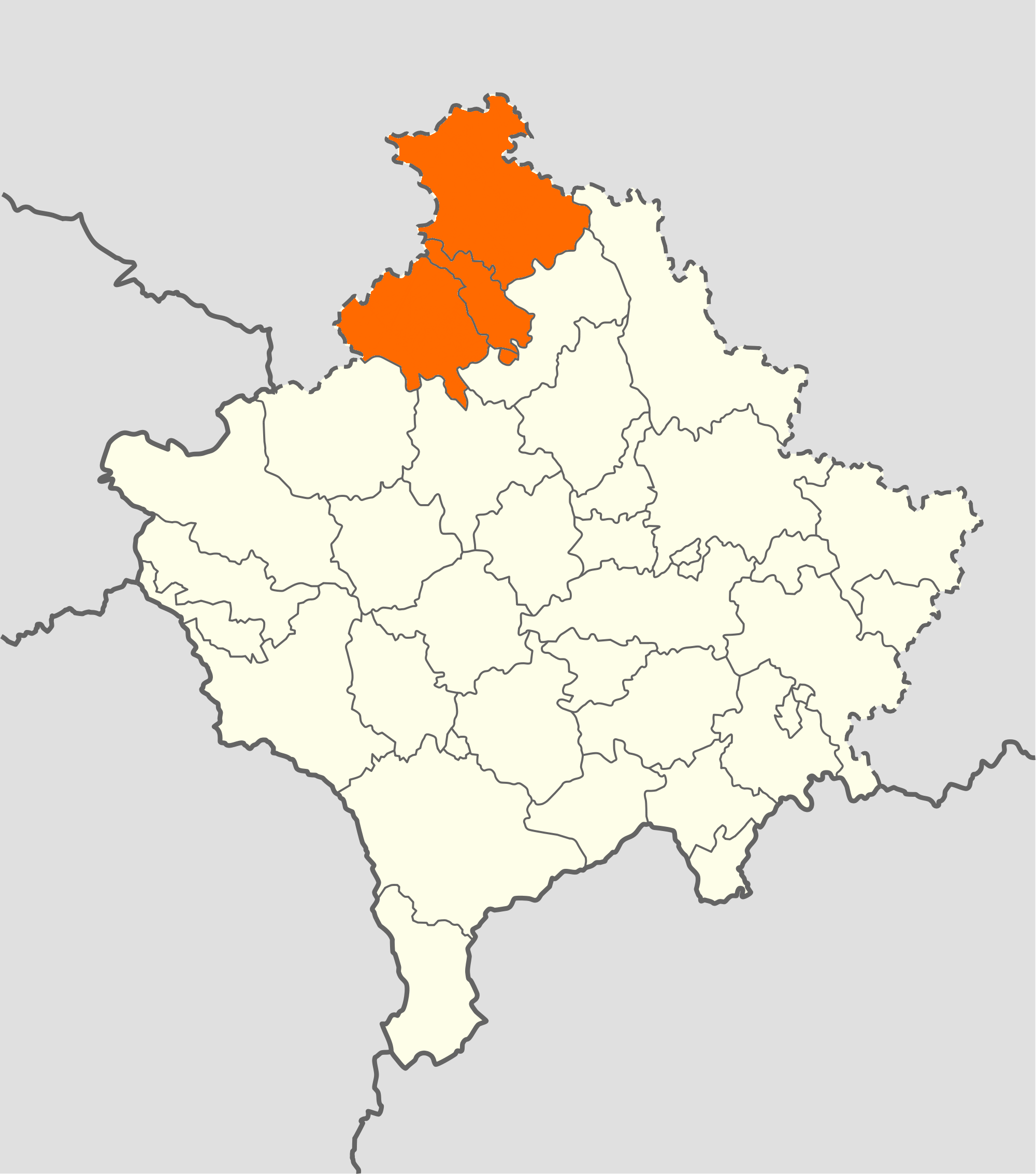
北科索沃地區

自科索沃單方面宣佈獨立以来，在北科索沃危机期间，塞族人居住的北科索沃通过其市镇和后来的市镇共同体议会，成为事实独立的实体，直到《布鲁塞尔协定》的签署。
在2012年的全民公决中，有99.74%的选民反对成立科索沃共和国机构。一个计划中的塞族城市社区将被组建。